# As Time Goes By
As Time Goes By (originalment titulada The Cricketer) és una pel·lícula de ciència-ficció de comèdia australiana del 1988. dirigida per Barry Peak i protagonitzada per Max Gillies, Bruno Lawrence i Nique Needles. La cançó del títol s'escolta a la versió australiana de la pel·lícula, però no en impressions a l'estranger, a causa del seu alt cost.

## Sinopsi
Un surfista de Penong rep una carta de la seva mare que li transmet abans de morir que li diu que el conegui 50 milles a l'oest de la petita ciutat de Dingo en una data determinada el 1989, 25 anys després que es va enviar carta. Es troba amb una sèrie de personatges inusuals d'una ciutat petita i el policia de la ciutat petita "Rider", abans de ser arrossegat a un món de política de ciutat petita, viatges en el temps i un pla que involucra Joe Bogart, un alienígena que viatja en el temps la unitat de camuflatge de la nau espacial es va aturar mentre estava a Los Alamos treballant en el projecte Manhattan.

## Repartiment
- Bruno Lawrence com a Ryder
- Nique Needles com a Mike
- Ray Barrett com a J.L. Weston
- Marcelle Schmitz com Connie Stanton
- Mitchell Faircloth com a James McCauley
- Max Gillies com a Joe Bogart
- Deborah Force com a Cheryl
- Christine Keogh com a Margie
- Don Bridges com Ern
- Jane Clifton com a mecànica

## Premis
Nique Needles va guanyar el millor actor en una pel·lícula de ciència-ficció al Fantafestival de 1988.